# Sipuleucel-T
Sipuleucel-T (Провенж - англ. Provenge, торговое наименование) — персонализированная иммунотерапия рака простаты. Лечение с использованием данного метода проводится только на территории США, несмотря на полученные одобрения властей ЕС и Китая. Стоимость курса лечения 141 тысяча долларов США (три повторяющихся цикла лечения, с интервалом две недели между циклами, стоимость одного цикла 47 тысяч долларов США, данные на январь 2019 года из Центра лечения рака Клиники Маунт-Синай во Флориде). С момента официального одобрения в США с 29 апреля 2010 года лечение прошли более 30 тысяч пациентов (по данным на конец 2017 года). Разработана компанией Дендрон (Dendreon Corporation, США).

## Метод лечения
Цикл лечения состоит из трех базовых шагов.
1. Процедура лейкофереза, во время которой у пациента отбираются в основном белые кровяные тельца. Проводится в центрах лейкофереза и длится около трех часов.
2. Продукт крови отправляется на медицинский производственный объект компании Dеndron, где клетки крови инкубируется с белком, состоящим из двух частей: антиген-простат-кислой фосфатазы и иммунный сигнальный гранулоцитарно-макрофагальный колониестимулирующий фактор.
3. Переливание обработанного продукта крови (который уже называется PROVENGE) обратно пациенту, как правило, проводится на третий день после процедуры лейкофереза лечащим онкологом в стационаре и занимает не более полутора часов.

## Курс лечения и показания к применению
Полный курс лечения состоит из трех одинаковых циклов с интервалами между ними в две недели.
Курс назначается асимптоматическим или минимально симптоматическим пациентам с подтвержденным диагнозом «Метастатический андроген-независимый рак простаты» вне зависимости от того, проходил ли пациент курс химиотерапии доцетакселом или нет. Основное ограничение — наличие у пациента болевых симптомов средней и выше степени и прием обезболивающих.

## Побочные эффекты
Как правило, лечение переносится легко, но часто наблюдаются побочные эффекты от слабой до умеренной степени, длящиеся не более трех дней.
После лейкофереза: стягивание кожи лица, рук, ступней (объясняется снижением уровня кальция в крови), головокружение, слабость.
После вливания Provenge: симптомы, напоминающие простуду, слабость, головокружение, озноб.

## Клинические исследования и прогноз в зависимости от PSA пациента
Provenge было выдано одобрение властей США по результатам третьей фазы клинических исследований под названием IMPACT, в которых участвовали 512 мужчин с подтвержденным диагнозом «метастатический андроген-независимый рак простаты». Участники были разделены на две группы в пропорции 2:1. Первая группа получала лечение Provenge(341 пациент), вторая группа получало плацебо (171 пациент).
По результатам исследований было установлено, что пациенты в группе с PSA ниже 22.1, получавшие Provenge, живут в среднем 41.3 месяца по сравнению 28.3 месяца контрольной группы.
Наименьший эффект установлен для группы пациентов с PSA выше 134.1: пациенты, получившие Provenge в этой группе, в среднем прожили 18.1 месяц по сравнению с 15.6 месяцами в контрольной группе.
Общее увеличение средней продолжительности жизни для всех пациентов составило 4.1 месяца.
17 января 2017 года были закончены контрольные клинические исследования PROCEED. Результаты были представлены 2 июня 2018 года в Чикаго на ежегодном съезде онкологов ASCO. Результаты PROCEED подтвердили фактически результаты IMPACT. Также был сделан вывод о необходимости раннего назначения Provenge пациентам с подтверждённым диагнозом.
В настоящее время компания DENDRON проводит исследования эффективности Provenge на пациентах с андроген-зависимым раком простаты.

## Критика
К основным аргументам критики относят крайне высокую стоимость лечения и незначительность продления жизни пациентов. Средняя продолжительность жизни для пациентов, получивших провенж, по сравнению с контрольной группой по результатам IMPACT увеличилась на 4.1 месяца. Учитывая стоимость лечения, выходит, что стоимость продления жизни составляет порядка 35 тысяч долларов США в месяц. Именно на этом основании правительство Великобритании не включило данный вид лечения в список медикаментов и программ, оплачиваемых за счет бюджета. Аналогичная причина для отказа использована и в Евросоюзе. Однако в исследовании IMPACT принимали участие и крайне запущенные пациенты, причины смерти которых были отличны от рака простаты.
Также в качестве критики приводится аргумент, что уровень PSA не снижается после курса Provenge, однако увеличение средней продолжительности жизни и увеличение времени без прогрессии заболевания у пациентов после курса Provenge ставит, скорее, вопрос о надёжности контроля прогресса заболевания у этой группы пациентов только лишь по уровню PSA.

## Преимущества
К преимуществам можно отнести сравнительно мягкие побочные эффекты, особенно в сравнении с химиотерапией. Также важным фактом является отсутствие перекрестного взаимодействия с прочими медицинскими препаратами (за исключением всех видов обезболивающих средств).